# 郊外型犯罪
郊外型犯罪（こうがいがたはんざい）とは、大都市郊外のベッドタウン（または衛星都市）や、地方で発生しやすい犯罪傾向を総称する造語。

## 概要
郊外都市住民の匿名性と、交通機関を利用しての移動、逃走の可能性などが掛け合わされ、犯罪者がなかなか捕まらずに、周辺住民に心理的な悪影響を残しやすい。
郊外型犯罪の要因のワードクラウドによると、その要因として貧困（Poverty）、地域社会（Local community）、社会環境（Social environment）、都市縮小（Urban shrinking）、社会的不平等（Social inequality）、人口減少（Depopulation）、空地率（Vacancy rate）などが挙げられている。

## 描かれた郊外型犯罪
- 小説
  - 桐野夏生『OUT』
  - 宮部みゆき『R.P.G.』

- 映画
  - 「クライム&パニッシュメント」2000年 アメリカ